# Ernst Friedlieb

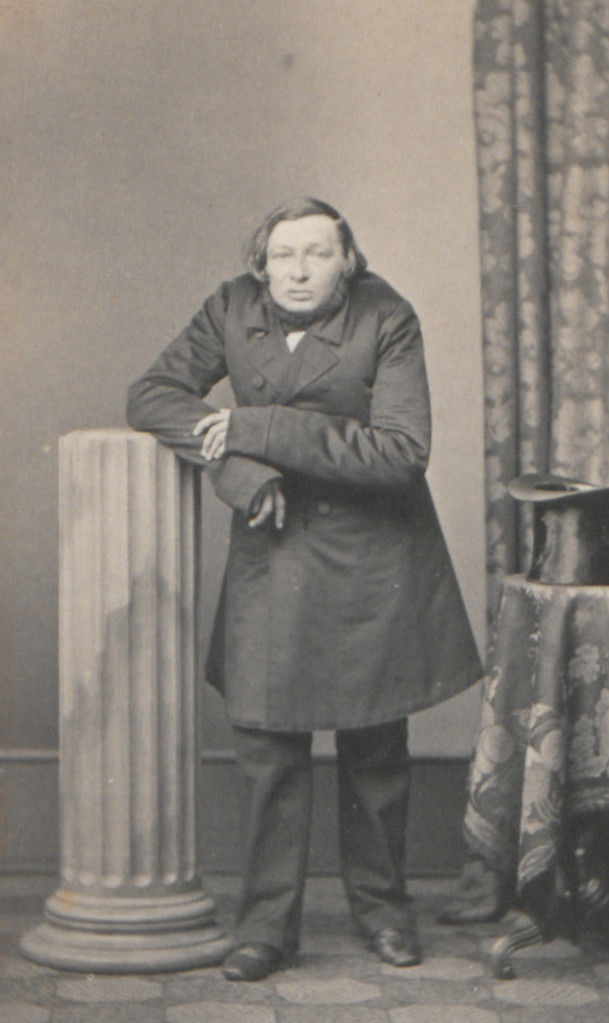
Ernst Friedlieb, 1861 fotografiert von Johann Martin Graack

Ernst Simon Heinrich Friedlieb (* 12. März 1815 in Husum; † 25. Januar 1866 in Kiel) war ein deutscher Jurist und Hochschullehrer. 

## Leben
Friedliebs Eltern waren der Arzt Thomas Friedlieb und dessen Frau Katharine Magdalene, geb. Woldsen. Friedlieb studierte an der Universität Kiel Jura und wurde 1847 promoviert. Er war lange Zeit als Privatdozent in Kiel tätig und wurde 1864 außerordentlicher Professor für Schleswig-Holsteinisches Partikularrecht.

## Veröffentlichungen
- Juristische Encyclopädie. Kiel 1853.
- Systematische Darstellung des in Gemäßheit der Verfassung für das Herzogthum Schleswig vom 15. Februar 1854 in Betreff des officiellen Gebrauchs der deutschen und dänischen Sprache geltenden Normativs. Akademische Buchhandlung, Kiel 1857.
- Die Rechtstheorie der Reallasten. Mauke, Jena 1860 (Digitalisat).
- Entgegnung auf die Bemerkungen des Herrn Pastor Mörk-Hansen. In: Jahrbücher für die Landeskunde der Herzogthümer Schleswig, Hostein u. Lauenburg. Bd. 3 (1860), Heft 1, S. 107–207 (Digitalisat).
- Abhandlungen hauptsächlich aus dem Schleswigschen Privatrecht. Akademische Buchhandlung, Kiel 1864 (Digitalisat).